# Malaika Firth
Pour les articles homonymes, voir Firth.
Malaika Firth est un mannequin britannique né le 23 mars 1994 à Mombasa, au Kenya.
Elle se fait connaître en 2013, lorsqu'elle est la troisième mannequin noir à poser pour la campagne publicitaire de Prada depuis Naomi Campbell en 1994 et Jourdan Dunn en 2008, ce qui lui vaut aussi le surnom de « nouvelle Naomi, ».

## Biographie

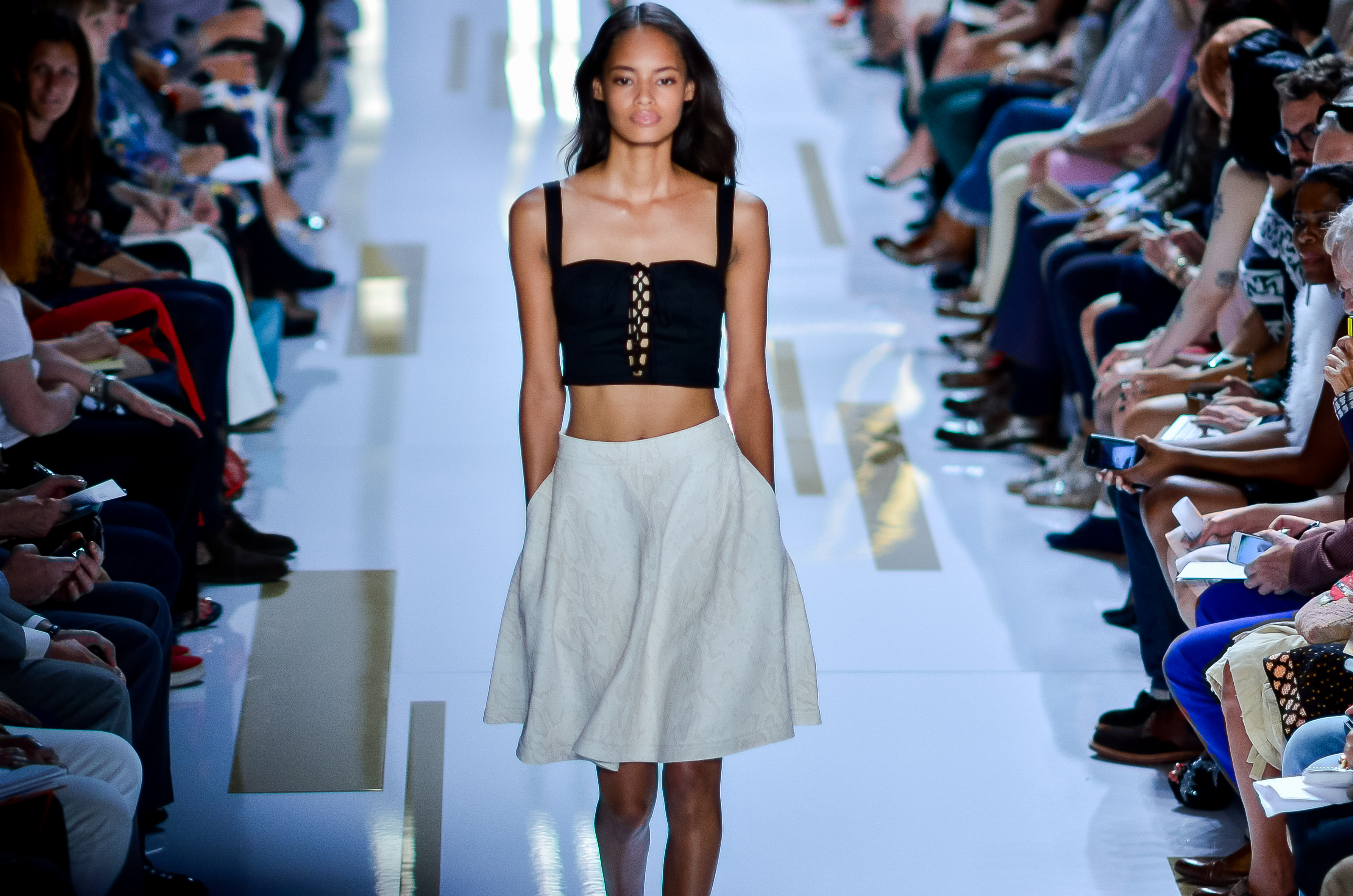
Malaika Firth défilant pour Diane von Fürstenberg.

Malaika Firth grandit à Barking, dans la banlieue de Londres où elle étudie à la Eastbury Comprehensive School (en) et fait partie d'une troupe de théâtre amateur.
En 2011, Carole White (en) la signe dans son agence, Premier Model Management, après l'avoir rencontrée lors d'un casting ouvert. Elle pose alors pour Asos.com et défile pour House of Deréon, la marque de prêt-à-porter de Beyoncé Knowles.
En 2013, elle est le premier mannequin noir à poser pour la campagne publicitaire de Prada depuis Naomi Campbell en 1994,. Cette publicité, aux côtés de Christy Turlington, est photographiée par Steven Meisel. Elle défile aussi pour leur collection homme,.
Elle fait la publicité de Burberry, avec, entre autres, l'acteur Jamie Campbell Bower et le mannequin Neelam Gill (en). Elle défile pour Victoria's Secret lors du Victoria's Secret Fashion Show 2013 (en). Elle fait la couverture de More Dash Than Cash, supplément du numéro de novembre du Vogue britannique et pose pour plusieurs magazines, dont le CR Fashion Book de Carine Roitfeld, LOVE (en) et Interview.
Lors de la semaine des défilés printemps/été 2014, elle défile 56 fois, notamment pour Valentino dont elle ouvre et ferme le défilé, Miu Miu, Emmanuel Ungaro, Stella McCartney, Vera Wang, Céline, Proenza Schouler, Giambattista Valli, Kenzo et Jason Wu.
Au mois de mai 2014, elle participe au « Today I'm Wearing » du Vogue britannique. En novembre, elle est en couverture du troisième numéro de Teen Vogue. Elle pose aussi pour des éditoriaux de i-D, W, Vogue Paris, Vogue Italia, Porter du site web Net-a-Porter, Vogue China, Elle et Numéro. Elle ouvre le défilé de Burberry et pose pour leur campagne automne/hiver aux côtés de Cara Delevingne et Suki Waterhouse. Elle fait aussi la publicité de Tommy Hilfiger,, J.Crew et Zara. Elle représente la version eau so fresh du parfum Daisy de Marc Jacobs. Elle défile plus de cent fois, notamment pour Louis Vuitton, Chanel, Marc Jacobs, Dior, Alexander McQueen, Sonia Rykiel et une nouvelle fois pour le Victoria's Secret Fashion Show 2014 (en).
En 2015, elle pose pour des éditoriaux de W, Vogue et Style.com, ainsi que pour la couverture de The Daily Telegraph, du Elle français et du Vogue japonais. Elle défile de nombreuses fois, notamment pour Altuzarra, Michael Kors, Donna Karan, Prabal Gurung (en), Moschino, Philipp Plein, Topshop, Maison Martin Margiela et Emilio Pucci.